# Zakościele (powiat opoczyński)
Zakościele – wieś w Polsce położona w województwie łódzkim, w powiecie opoczyńskim, w gminie Drzewica.
| SIMC    | Nazwa     | Rodzaj    |
| ------- | --------- | --------- |
| 0618450 | Komorniki | część wsi |

W latach 1975–1998 miejscowość należała administracyjnie do województwa radomskiego.
Wierni kościoła rzymskokatolickiego należą do parafii św. Łukasza Ewangelisty w Drzewicy.